# Kabinett Taylor

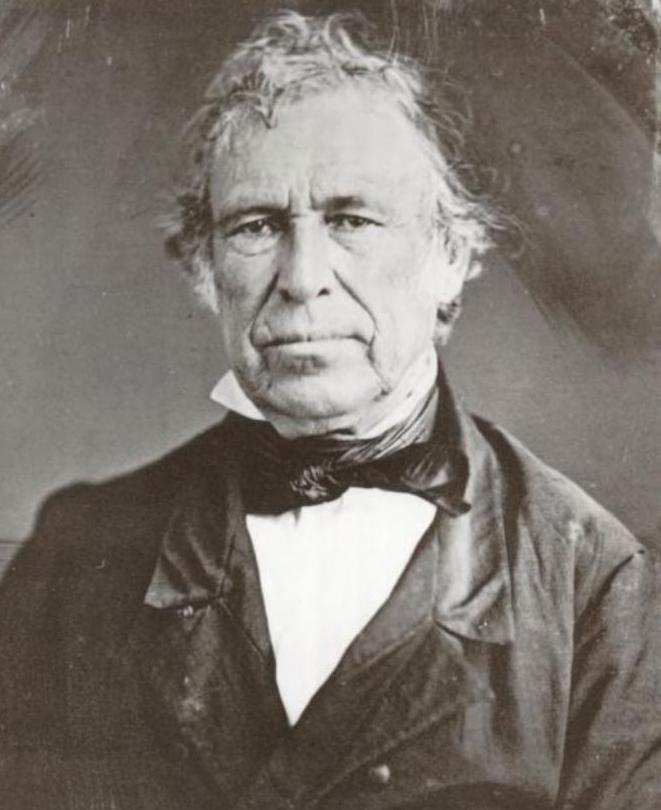
Zachary Taylor, 12. Präsident der Vereinigten Staaten

Zachary Taylor war der zweite und letzte Kandidat der Whig Party, der zum Präsidenten der Vereinigten Staaten gewählt wurde. Bei der Präsidentschaftswahl 1848 gewann er gegen den demokratischen Kandidaten Lewis Cass sowie Expräsident Martin Van Buren, der für die Free Soil Party angetreten war.
Wie der erste gewählte Whig-Präsident William Henry Harrison erlebte jedoch auch Zachary Taylor das Ende seiner Präsidentschaft nicht. Er verstarb nach 16 Monaten im Amt am 9. Juli 1850. Vizepräsident Millard Fillmore trat seine Nachfolge an.
Während seiner Zeit als Präsident nahm Taylor keine Änderungen an seinem Kabinett vor. Nach seinem Tod traten alle von ihm berufenen Minister innerhalb kurzer Zeit von ihren Posten zurück, darunter auch Thomas Ewing, den er zum ersten Minister des neu geschaffenen Innenressorts berufen hatte.

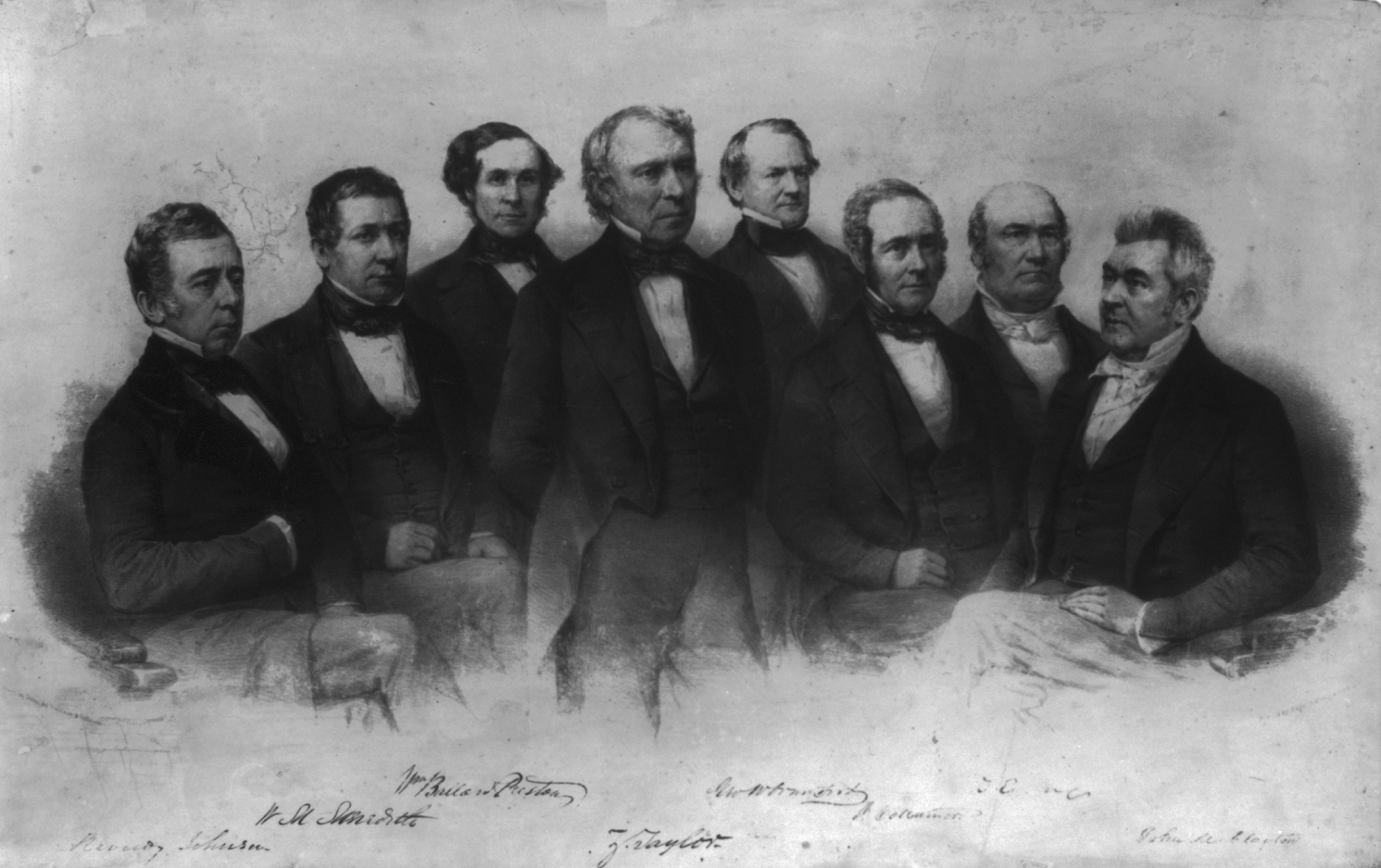
Das Kabinett Taylor

## Mehrheit im Kongress
| Präsident                         | Präsident          | Kongress | Haus | Haus    | Senat | Senat | Gesamt | Gesamt             |
| --------------------------------- | ------------------ | -------- | ---- | ------- | ----- | ----- | ------ | ------------------ |
|                                   | Zachary Taylor (W) | 31.      |      | 108/232 |       | 25/62 |        | Divided government |
| Quelle: Repräsentantenhaus, Senat |                    |          |      |         |       |       |        |                    |

## Das Kabinett
| Ressort / Amt                          | Amtsinhaber             | Partei | Partei   | Zeitraum  | Bild |
| -------------------------------------- | ----------------------- | ------ | -------- | --------- | ---- |
| Präsident der Vereinigten Staaten      | Zachary Taylor          |        | Whig (W) | 1849–1850 |      |
| Vizepräsident der Vereinigten Staaten  | Millard Fillmore        |        | W        | 1849–1850 |      |
| Ministerämter                          |                         |        |          |           |      |
| Außenminister der Vereinigten Staaten  | John Middleton Clayton  |        | W        | 1849–1850 |      |
| Finanzminister der Vereinigten Staaten | William Morris Meredith |        | W        | 1849–1850 |      |
| Kriegsminister der Vereinigten Staaten | George Walker Crawford  |        | W        | 1849–1850 |      |
| Marineminister der Vereinigten Staaten | William Ballard Preston |        | W        | 1849–1850 |      |
| Justizminister der Vereinigten Staaten | Reverdy Johnson         |        | W        | 1849–1850 |      |
| Postminister der Vereinigten Staaten   | Jacob Collamer          |        | W        | 1849–1850 |      |
| Innenminister der Vereinigten Staaten  | Thomas Ewing            |        | W        | 1849–1850 |      |